# Església de la Mare de Déu del Carme del Badó

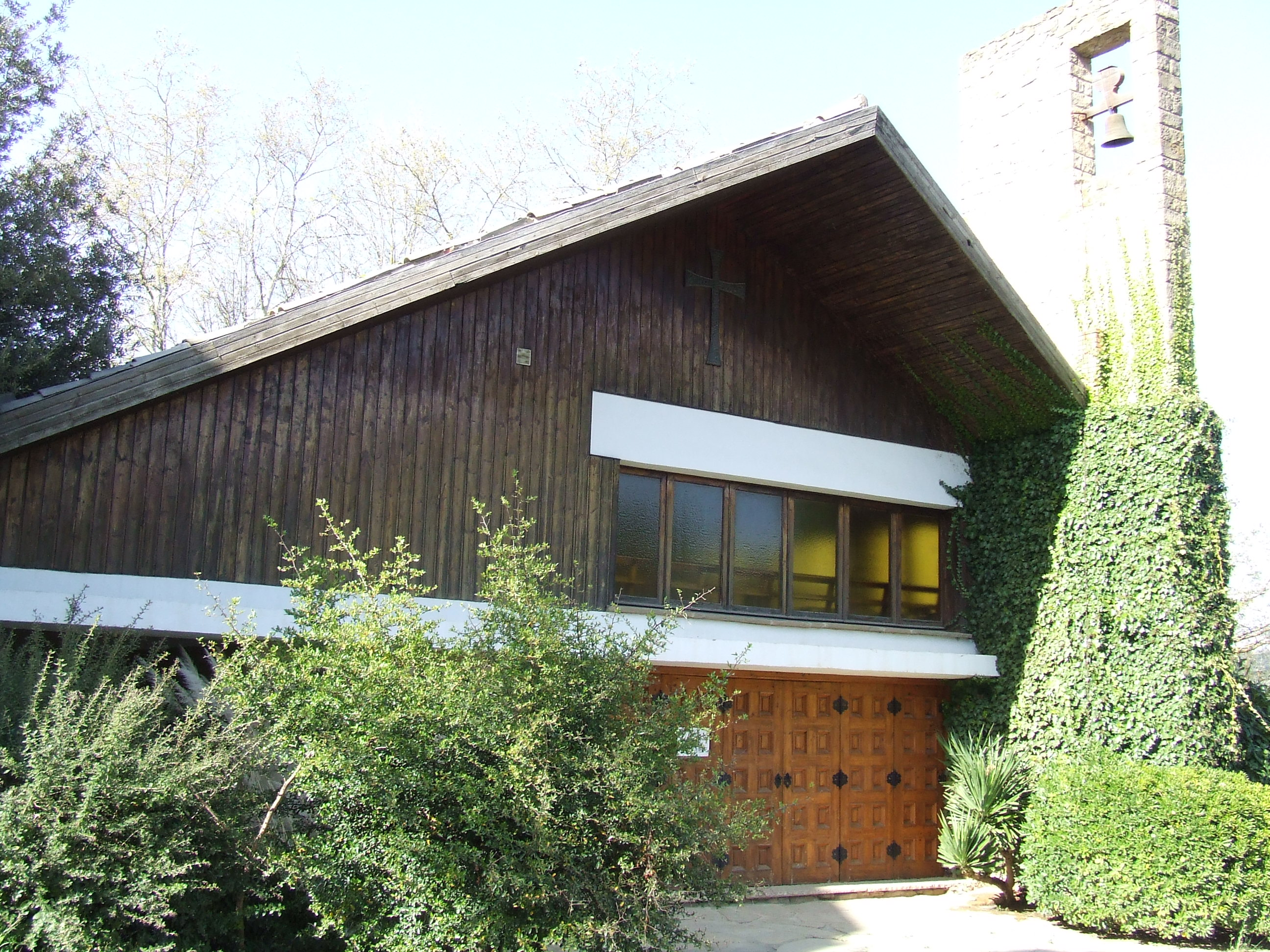
Façana meridional

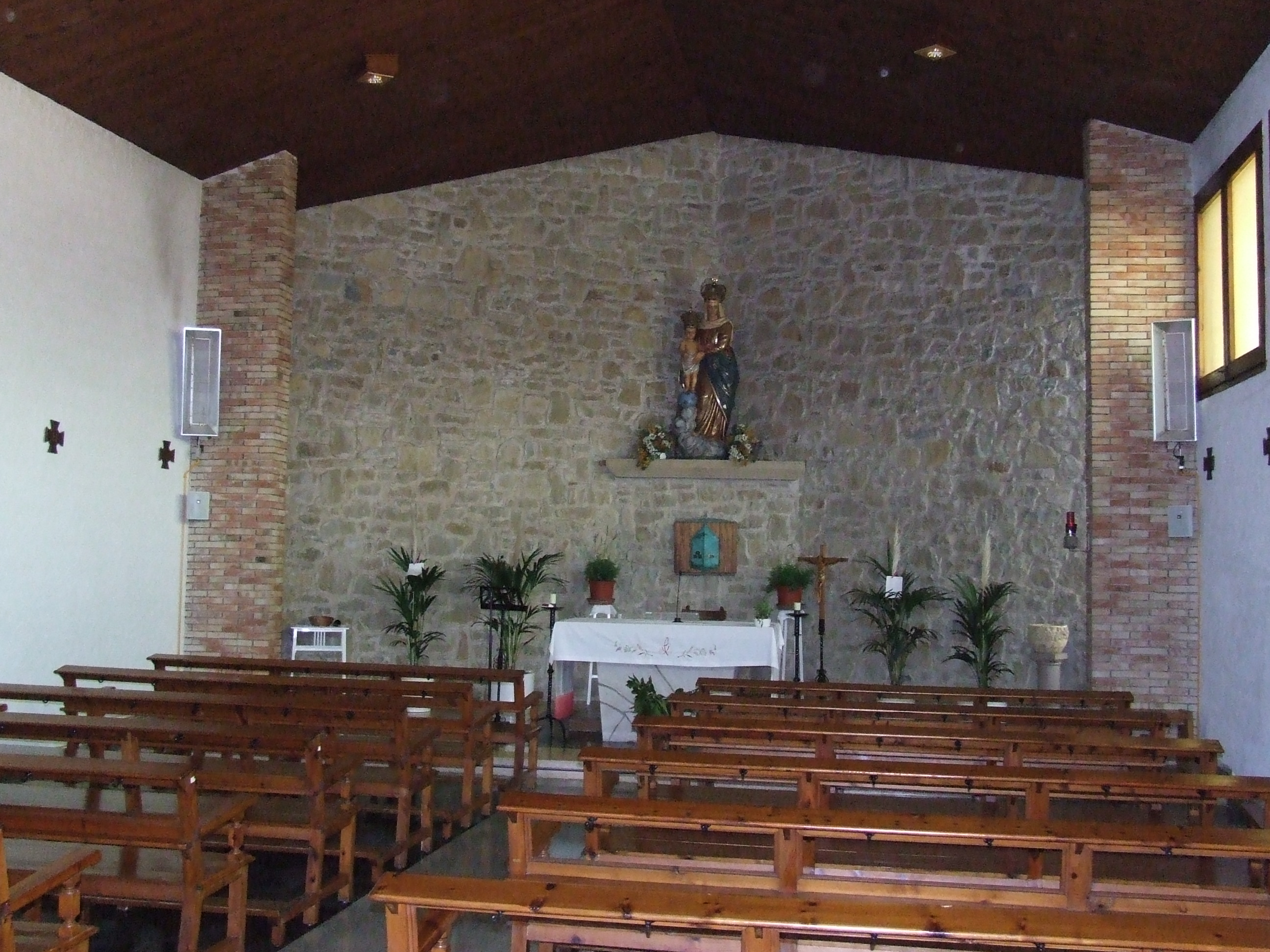
Interior: capçalera del temple

La Mare de Déu del Carme del Badó, o la Mare de Déu de les Victòries, és l'església de la urbanització d'el Pla del Badó, del terme municipal de Sant Quirze Safaja, al Moianès.
Està situada a la urbanització del Pla del Badó, al costat nord-est del Badó. És a uns 800 metres al nord-est de la cruïlla de la carretera C-59, d'on arrenca el Camí del Badó, que uneix la urbanització i l'església amb la carretera esmentada.
És una església de línies modernes, d'un sol espai ample, amb modernes vidrieres que li donen llum. Fou construïda al segle xx. Actua com a sufragània de la parròquia de Sant Quirze Safaja, i s'hi celebra missa regularment cada setmana.